# Нерсисян, Степанос
Степанос (Стефанос) Нерсисян (арм. Ստեփանոս Ներսիսյան; Степан Яковлевич Нерсесов; 1815, Эривань — 23 марта [4 апреля] 1884, Тифлис) — российский армянский художник, один из первых художников-армян, работавших в традициях европейской академической живописи.

## Биография
Родился в 1807 году в Эривани в семье Акопа (Якова) Нерсисяна.
В источниках встречается значительный разнобой в написании имени художника: от исходной (Стефанос или Степанос Нерсисян) до полностью русифицированной формы (Степан Яковлевич Нерсесов) с целым рядом промежуточных вариантов (Стефан Нерсесян, Стефанос Акобович Нерсисян, Степан Акопович Нерсесов и так далее). 
С 1840 по 1842 год посещал Императорскую Академию художеств в Санкт-Петербурге, где учился у Александра Зауервейда и Александра Варнека. С 1846 по 1865 год, с некоторыми перерывами, преподавал рисование в средних учебных заведениях Тифлиса. 
Параллельно много работал как художник, писал портреты и жанровые сцены. Среди наиболее известных его работ: портреты русских военачальников армянского происхождения Моисея Захаровича Аргутинского-Долгорукого (1849) и князя Василия Бебутова (1857). Жанровая сцена кисти Нерсисяна Пикник на Куре считается первой жанровой картиной европейского типа в армянской живописи. Также Нерсисяном были созданы изображения святых армянской церкви: создателя армянского алфавита Месропа Маштоца и святого Саака Партева, которых он изобразил не в традиционной иконописной традиции, а в стилистике европейского портрета своего времени. В источниках встречается утверждение, что Нерсисян писал и исторические картины, которые не сохранились.
Сохранившиеся работы Нерсисяна сегодня хранятся в Национальной картинной галерее Армении (Ереван), музее Эчмиадзинского монастыря (Армения), Государственном художественном музее Грузии (предположительно) и Государственном музее Востока (Москва).

## Галерея работ
| №  | Картина | Название                                                                                              | Техника / Размер (см)     | Галерея                                        |
| -- | ------- | --- | ------------------------- | ---------------------------------------------- |
| 1  |         | «Портрет Мелик-Адамяна» 1840–1850-e                                                                   | Холст, масло 43 x 34      | Национальная картинная галерея Армении, Ереван |
| 2  |         | «Портрет Нерсеса V Аштаракеци» до 1857                                                                | Холст, масло 177 x 114    | Национальная картинная галерея Армении, Ереван |
| 3  |         | «Портрет генерала князя Василия Бебутова» 1857                                                        | Холст, масло 125 x 95     | Национальная картинная галерея Армении, Ереван |
| 4  |         | «Портрет генерал-лейтенанта М. З. Аргутинского-Долгорукого» 1849                                      | Холст, масло 49 х 37 см   | Национальная картинная галерея Армении, Ереван |
| 5  |         | «Пикник на берегу Куры в Тифлисе» 1860-е годы                                                         | Холст, масло 102 x 104    | Национальная картинная галерея Армении, Ереван |
| 6  |         | «Месроп Маштоц» 1882                                                                                  | Холст, масло              | Музей Эчмиадзинского монастыря                 |
| 7  |         | «Саак Партев» 1882                                                                                    | Холст, масло              | Музей Эчмиадзинского монастыря                 |
| 8  |         | «Портрет Елизаветы Абовян» до 1884                                                                    | Холст, масло 89 x 71      | Национальная картинная галерея Армении, Ереван |
| 9  |         | «Портрет неизвестного молодого человека (в мундире Лазаревского института восточных языков?)» до 1884 | Холст, масло 80 x 67      | Национальная картинная галерея Армении, Ереван |
| 10 |         | «Портрет неизвестной женщины» до 1884                                                                 | Холст, масло 47,5 x 39    | Национальная картинная галерея Армении, Ереван |
| 11 |         | «Женский портрет» до 1884                                                                             | Холст, масло 78,5 х 62 см | Музей Востока, Москва                          |